# Camblanes-et-Meynac
Camblanes-et-Meynac – miejscowość i gmina we Francji, w regionie Nowa Akwitania, w departamencie Żyronda.
Według danych na rok 1990 gminę zamieszkiwały 1932 osoby, a gęstość zaludnienia wynosiła 223 osób/km² (wśród 2290 gmin Akwitanii Camblanes-et-Meynac plasuje się na 218. miejscu pod względem liczby ludności, natomiast pod względem powierzchni na miejscu 1159.).